# Latastia ornata
Latastia ornata är en ödleart som beskrevs av  Albert Monard 1940. Latastia ornata ingår i släktet Latastia och familjen lacertider.
Artens utbredningsområde är Guinea-Bissau. Inga underarter finns listade i Catalogue of Life.